# Mattoon (Illinois)
Mattoon és una població dels Estats Units a l'estat d'Illinois. Segons el cens del 2000 tenia 18.291 habitants.

## Demografia
Segons el cens del 2000, Mattoon tenia 18.291 habitants, 8.105 habitatges, i 4.676 famílies. La densitat de població era de 758,6 habitants/km².
Dels 8.105 habitatges en un 26,7% hi vivien nens de menys de 18 anys, en un 43,6% hi vivien parelles casades, en un 10,5% dones solteres, i en un 42,3% no eren unitats familiars. En el 35,6% dels habitatges hi vivien persones soles el 14,9% de les quals corresponia a persones de 65 anys o més que vivien soles. El nombre mitjà de persones vivint en cada habitatge era de 2,21 i el nombre mitjà de persones que vivien en cada família era de 2,87.
Per edats la població es repartia de la següent manera: un 22,3% tenia menys de 18 anys, un 11,3% entre 18 i 24, un 27,5% entre 25 i 44, un 20,9% de 45 a 60 i un 18,1% 65 anys o més.
L'edat mediana era de 38 anys. Per cada 100 dones de 18 o més anys hi havia 85,8 homes.
La renda mediana per habitatge era de 31.800 $ i la renda mediana per família de 43.780 $. Els homes tenien una renda mediana de 32.339 $ mentre que les dones 21.949 $. La renda per capita de la població era de 18.186 $. Aproximadament el 7,6% de les famílies i el 13,4% de la població estaven per davall del llindar de pobresa.

## Poblacions més properes
El següent diagrama mostra les poblacions més properes.